# Sán dải lợn
Taenia solium, còn được gọi là sán dải heo hay sán dải lợn, là loài sán dải trong họ Taeniidae thuộc bộ Cyclophyllidea. Loài này ký sinh trong cơ thể heo và con người, phân bố ở châu Á, châu Phi, Nam Mỹ, và một phần của Nam Âu, và một số nơi ở Bắc Mỹ. Giống như các loài sán dải khác thuộc bộ Cyclophyllidea, T. solium có bốn giác hút tròn ở đầu, phân bố tỏa tia xung quanh mỏ sán. T. solium cũng có hai hàng móc gai ở mỏ.

## Đặc điểm
T. solium có chu trình phát triển tương tự với Taenia saginata,. Nang sán có ba loại hình thái khác nhau.